# قاي لويس
قاي لويس (19 مارس 1922 في الولايات المتحدة - 26 نوفمبر 2015 في الولايات المتحدة) (بالإنجليزية: Guy Lewis) هو مدرب كرة سلة ولاعب كرة سلة أمريكي في مركزي الوسط وهجوم قوي الجسم. لعب مع Houston Cougars ‏.

## وصلات خارجية
- قاي لويس على موقع قاعة المشاهير الجامعة الوطنية لكرة السلة (الإنجليزية)
- قاي لويس على موقع كلية كرة السلة في سبورتس رفرنس.كوم (الإنجليزية)